# Rio Pale
O rio Pale é um rio da Estônia, localizado no Viljandimaa, no centro-sul do país.